# Década de 310 a.C.
Séculos: (Século V a.C. - Século IV a.C. - Século III a.C.)
Décadas: 360 a.C. 350 a.C. 340 a.C. 330 a.C. 320 a.C. - 310 a.C. - 300 a.C. 290 a.C. 280 a.C. 270 a.C. 260 a.C.
Anos:
319 a.C. - 318 a.C. - 317 a.C. - 316 a.C. - 315 a.C. - 314 a.C. - 313 a.C. - 312 a.C. - 311 a.C. - 310 a.C.